# 比亞韋斯托克省 (1919-1939)
比亞韋斯托克省 （Województwo białostockie）是波蘭第二共和國時期的一個省，位於該國北部。1938年時面積26,036平方公里，1931年人口 1,263,300人。首府比亞韋斯托克。今分属波兰、白俄罗斯和立陶宛。
1939年時下分10縣。
1939年9月波蘭戰役爆發，比亞韋斯托克省被蘇聯吞併。
1941年納粹德國入侵蘇聯，比亞韋斯托克省成為大德意志帝國一部份。